# 14308 Hardeman
14308 Hardeman este o planetă minoră (asteroid), cu un diametru de 9,604 km, din centura de asteroizi. A fost descoperită pe 16 octombrie 1977 la Observatorul Palomar de Cornelis Johannes van Houten. 
Obiectul prezintă o orbită caracterizată de o semiaxă mare de 3,0025435 UAi, o excentricitate de 0,2016822, o înclinație de 12,52898 ° în raport cu ecliptica.